# Spider-Man (TV-spel)
Marvel's Spider-Man, även känd som enbart Spider-Man, är ett actionäventyrsspel utvecklat av Insomniac Games och utgivet av Sony Interactive Entertainment den 7 september 2018 till Playstation 4, baserat på Marvel Comics superhjälte Spider-Man. Det är det första licensierade spelet utvecklat av Insomniac. Spelet berättar en ny historia om Spider-Man som inte är knuten till någon serietidning, datorspel eller film. Handlingen täcker både Peter Parkers och Spider-Man-aspekterna av rollfiguren.
Spider-Man fick positiva recensioner av kritiker, som hyllade dess spelupplägg, speciellt dess strids- och spindelnätsmekaniker, grafik, berättelse, musik och designen av New York, men kritiserade spelet för dess innovationsbrist i dess öppen värld-design.

## Rollista
- Yuri Lowenthal − Peter Parker / Spider-Man[11][12][13]
- Laura Bailey − Mary Jane Watson[11][12][13]
- Nadji Jeter − Miles Morales[11][12][13]
- Nancy Linari − Faster May Parker[14][13]
- Mark Rolston − Norman Osborn[14][12][13]
- Scott Porter − Harry Osborn[14][13]
- Tara Platt − Yuri Watanabe[14]
- Darin de Paul − J. Jonah Jameson[14]
- Russell Richardson − Jefferson Davis[14][12]
- Jacqueline Pinol − Rio Morales[14]
- Erica Lindbeck − Felicia Hardy / Black Cat[14]
- Nichole Elise − Silver Sablinova / Silver Sable[14]
- Phil Morris − Morgan Michaels[11][14]
- Stan Lee − Kock (cameo)[14]
- Stephen Oyoung − Martin Li / Mister Negative[15][12][13]
- Travis Willingham − Wilson Fisk / Kingpin
- Dave B. Mitchell − Herman Schultz / Shocker
- Josh Keaton − Max Dillon / Electro[15]
- Fred Tatasciore − Aleksei Sytsevich / Rhino[15]
- Jason Spisak − Mac Gargan / Scorpion[15]
- Dwight Schultz − Adrian Toomes / Vulture[15]
- Brian Bloom − Tony Masters / Taskmaster[14]
- William Salyers − Otto Octavius / Doctor Octopus[12]
- Stephanie Lemelin − Screwball[14]
- Corey Jones − Lonnie Lincoln / Tombstone[14][15][12]

## Utveckling
Spider-Man utannonserades på E3-mässan 2016. Spelet har det största produktionsteamet som Insomniac Games någonsin haft.